# If Only (chanson)
Pour les articles homonymes, voir If Only.
If Only est une chanson du groupe Datafolk qui figure sur leur premier album Brand New Harvest (folk, électronique). Le morceau est diffusé en radio dès la fin 2002 et sort en single début 2003 chez Mercury Records  / Universal Music Group.
Le titre est sorti en single en France en CD 3 titres, et aussi en vinyle en « édition limitée ». Plusieurs remixes ont été faits par la suite, dont celui fait par Stephan Evans.
If Only sera plébiscité par la presse et se classe numéro 1 sur plusieurs radios. Puis, servira à la campagne publicitaire de Taillefine pour le Groupe Danone. Le clip est réalisé par Fred Bargain   et sera diffusé sur M6 comme "Clip des Clips".